# Перібсен
Перібсен, Сет-Перібсен — давньоєгипетський фараон II династії Раннього царства, який правив упродовж 17 років у XXVIII чи на початку XXVII століття до н. е.

## Життєпис
Перібсен як правитель відзначається тим, що замінив у своєму титулі традиційне ім'я бога Гора іменем його ворога, Сета. Невідомо, які мотиви підштовхнули фараона змінити ім'я та бога на своєму сереху.
Існують різні точки зору на неординарну особу Перібсена. Відповідно до царських списків, Перібсену спадкував Сехеміб, однак, цілком імовірно, що Перібсен і Сехеміб є однією й тією ж особою.
Гробниця Перібсена розміщена в Умм ель-Каабі. Саме там була знайдена стела, що вказує на заміну імені Гора іменем Сета в царській титулатурі.